# Hopea discolor
Hopea discolor (discolor có nghĩa là khác màu, nhiều màu, lốm đốm) là loài thực vật nằm trong họ Dầu. Thường thấy nó phân bố tự nhiên ở Sri Lanka.